# Ymyrgar
Ymyrgar — пейган/фолк-метал группа из Туниса, основанная в 2012 году как первая фолк-метал группа в Африке.

## Характеристики
Название
Их название вдохновлено первобытным великаном Имиром, который является предком всех ётунов согласно старшей и младшей Эдде.
Стиль
Группа смешивает несколько музыкальных жанров, таких как скандинавский фолк и метал. При создании своей музыки они используют вистл и скрипку, а также более привычные инструменты, такие как гитары и барабаны.
Лирика
На группу в значительной степени повлияла скандинавская мифология, их песни вращаются вокруг Рагнарёка, космологии и войны между асами и ванами.
Дизайн обложек

## История
Ymyrgar была основана в 2012 году по оригинальной идее вислера Рами Хезами. Она была сформирована группой друзей, которые вместе занимались музыкой, когда они еще учились в старших классах школы. В 2014 году группа выпустила свой дебютный полноформатный альбом The Tale as far, а в 2015 году они выступили в Тунисе и Германии. Группа независима и не подписывала контракт ни с одним звукозаписывающим лейблом.
Концерты
Ymyrgar запланировали тур по Европе с участием в Asgardian events на август 2017 года. Группа посетила Германию, Польшу, Швейцарию, Австрию, Словакию, Венгрию и Чехию с группами Bucovina и Lagerstein.

## Участники
Текущий состав
- Основатель группы Рами Хезами (вистл)
- Белхассен Дамен (скрипка)
- Хабиб Рекик (вокал)
- Хаким Феззани (гитара)
- Мохамед Слема (гитара)
- Ахмед Зайер (бас)
- Надер Бен Хадж Салем (ударные)

## Дискография
Альбомы
- The Tale as Far (2014)
- Where the Oak Drowns Its Roots (2020)